# ホビー・データ
有限会社ホビー・データは、かつて日本に存在したゲーム製作会社。主にプレイバイメール（PBM)の運営、テーブルトークRPG（TRPG）の製作販売などを行っていた。1990年6月設立、2003年10月廃業。

## 概要
遊演体に続く、日本で2番目に設立された商業PBM会社。代表取締役は雑賀寛。所在地は神奈川県横浜市。
野尻抱介によりノベライズされた『クレギオン』シリーズなどで知られる。しかし1996年～1998年に行われた事業拡大に伴う投資に失敗、約1億1000万円の赤字が発生。その後の営業実績も改善せず、2003年10月末をもって廃業した。

## 運営した主なプレイバイメール
- クレギオン
植民暦3000年（西暦50世紀頃）を舞台にした遠未来SF。
  1. 遥かなるアーケイディア
  2. イスフェルの地にて
  3. ラスト・ミレニアム
  4. ロスト・プラネッツ
  5. バビロンの紋章
  6. ユニバース エンド
  7. ヴァルハラ・ライジング
  8. ブレイズ・オブ・グローリー
  9. ウィナー・ネバー・クイッツ
  10. クレギオン・エンドレス
- アラベスク
砂漠化した世界を舞台とした、アラビア風ファンタジー。
  1. 皇子サファールの帰還
  2. エルハーダの秘宝
  3. 七界の剣
  4. エルハーダ・エターナル
  5. 星剣伝説ライトセイバース　シャーレルンの遺産
  6. ライトセイバース　剣の花嫁

他
- 1. Heart of Magic 君を信じたい
  2. エリクシェル・ヴェーダ

## 製作した主なテーブルトークRPG
- テーブルトークRPG“クレギオン”
  - ベーシック・セット
  - サプリメント#1「辺境アレイダ」
  - サプリメント#2「クライシスポイント」
- テーブルトークRPG“アラベスク”
  - 基本セット「運命の風 Fortuna Ventus」
- 放課後奇譚RPG

## 所属していた主なクリエイター
- 野尻抱介
- 築地俊彦
- 宮川健（RPG福袋'94収録「毒薬と短剣」デザイナー）
- 新井輝
- 水城正太郎
- 貝花大介